# Колубарско говече
Колубарско говече (колубарац) је била раса говеда која је постојала од 1845. до 1961. године. Претпоставља се да је настало укрштањем буше и подолског говечета. Спада у групу примигених говеда. Коришћено је за рад, а старији волови су стављани у тов.

## Поријекло
Кнез Милош је у Србију још од 1820-их увозио приплодна говеда подолске расе са циљем унапређења одлика домаћих сојева. У то доба, у Посавини, Београду и Подунављу долази до све већег присуства великог степског говеда, које постепено почиње из тих крајева да потискује бушу. На кнежевом сточарском добру на Дивчибарама и Маљену држан је велики запат подолских говеда. Тај запат је био увезен из Аустријског царства, односно из Срема. Послије пада и прогонстав кнеза Милоша, а потом и кнез Михајла, говеда су продата или разграбљена, чиме су настали најбољи запати колубарских говеда. 
У Кнежевини Србији је прама попису из 1846. године забележено 672,738 грла или 4,6 говеда по пореском обвезнику. Од средине 19. века сељаци стварају најбоље сојеве говеда за своје прилике. Крупнија говеда као колубарско, ресавски и јасеничко се стварају у низијским селима. Крупнија говеда постају доминантнија крајем 19. века у северном деловима Краљевине Србије. У ову групу спадала су говеда подолске и колубарске расе. 
Колубарац се у свом зениту, на прелазу из 19. у 20. век распростирао од Мачве, Доњег Подриња, дела Шумадије и дела Подунавља. Током Првог светског рата сточни фонд је знатно смањен што је утицало и на популацију колубарског говечета. Након рата, увозе се бројне племените расе којима се поред комбинованих карактеристика све више ставља акценат на музности. До Првог светског рата говеда су коришћена већином као тегљеће животиње. Средином 20. века, односно након Другог светског рата, говедарство се усмерава према кравама музарама и тову. Све ово доводи до наглог пада популације Колубарца и његовог коначног нестанка. Осим тога, сматра се да током тог периода убрзана модернизација није пуно водила рачуна у очувању раса и врста како због специфичног генофонда тако и због очувања културолошких и традиционалних вредности. На крају 20. века, популација степског подолског говече и буша сведени су у траговима али су на срећу, у последњем тренутку, стављене под заштиту.

## Изглед и особине
Колубарско говече је нешто ситније од подолског говечета, просјечне висине у гребену око 125 цм. Маса крава је од 350 до 400 кг, а бикова од 400 до 450 кг. Говече је сиве, сиво-смеђе боје а са старошћу боја је прелазила у белосиву. Просечна тежина за волове од 500 до 600 килограма. У условима интензивног узгоја могли су да достигну и до 40% већу тежину него при екстензивним сточарењу у индивидуалним домаћинствима. Око очију је имало карактеристичну тамну ивицу и ресе на ушима. Губица, видљива слузокожа, врхови рогова и папци су тамније пигментисани. Кићанка репа је црна. Колубарац је имао краће рогове у односу на подолско говече. Просечне дужине око 40,6 цм. 
Касностасна је раса, просјечна маса телади при тељењу је од 20 до 25 кг. Телад се рађају смеђа и тек са првим лињањем постају сива. Лактација је кратка, од 8 до 9 мјесеци, и за то вријеме крава да око 800 литара млијека. Краве су добре музаре и давале су обично 5 литара масног и укусног млијека, а зависно од исхране и до 10 литара. 
Колубарско говече је скромних захтјева. То је било одлично радно говече, јаке грађе, са изузетном издржљивошћу и способностима за вучу. Одгајано је у екстензивним условима, са слабом исхраном. Одликују се јаком конструкцијом, добрим здрављем и високом плодношћу.
Поред колубарских говеда, по свом квалитету су се издвајали још и тамнавска говеда. Овај сој се највише узгајао у Шабачкој и Ваљевској Тамнави. Тамнавска говеда су била сиве и жућкасте боје а била су веома сродна и слична колубарским говедима. На прелазу из 19. у 20. век у Поморављу је био нарочито заступљен ресавски сој говеда. Као крајеви са развијеним говедарством и добрим сојевима говеда издвајали су се још и Лепеница и Јасеница. Ови сојеви нису настали под утицајем подолске расе већ највероватније су настали укрштањем са увозним племенитим расама говеда јер се одликују већом млечношћу. У планинским областима Краљевине Србије и даље је било најзаступљеније домаће планинско говече — буша.